# Sé infiel y no mires con quién (obra de teatro)
Sé infiel y no mires con quién es el título en castellano de la obra de teatro Move Over Mrs Markham, de los británicos John Chapman y Ray Cooney, estrenada en el Richmond Theatre, de Richmond, en 1967.

## Argumento
Arnold Crouch y Gilbert Bodley son socios en una tienda de abrigos de piel. El primero es un hombre tranquilo, absolutamente enamorado de su esposa. El segundo es un caradura, que engaña a su mujer Maude, cada vez que tiene ocasión.

## Producciones
Tras el estreno, la obra se representó en el West End londinense con Donald Sinden y Bernard Cribbins al frente del cartel.
En 1973 se rodó la versión cinematográfica, dirigida por el propio Cooney que además la protagonizó junto a Leslie Philips.

## Versión en castellano
Traducida y adaptada por Jaime Azpilicueta y Nacho Artime, en la versión en castellano, Arnold y Gilbert se transforman, respectivamente, en Félix y Carlos y la tienda de pieles en una editorial.
Fue estrenada en el Teatro Maravillas de Madrid el 11 de agosto de 1972, con dirección de Víctor Catena e interpretada por Licia Calderón (sustituida luego por Ana María Vidal), Pedro Osinaga, Bárbara Lys, Yolanda Farr, José Sacristán, Manuel Salguero y Julia Caba Alba. La obra se mantuvo más de once años ininterrumpidos en cartelera, superando las 10 000 representaciones.
En 1985, Fernando Trueba rodó la versión cinematográfica, igualmente titulada Sé infiel y no mires con quién. En este caso, el nombre de los personajes se transforma de nuevo en Paco y Fernando.
Desde entonces la obra se ha repuesto en los teatros españoles en dos ocasiones:
- En 1998, dirigida por Jaime Azpilicueta y Ramón Ballesteros y con Eva Cobo, Joaquín Kremel (sustituido por Bruno Squarcia), Mónica Cano, Asunción Sancho, Eva Pedraza (sustiuida por Lucía Hoyos) y Jorge Roelas.
- En 2009, con un cartel encabezado por Jesús Cisneros, Yolanda Arestegui, Silvia Gambino, Erika Sanz‚ Fernando Albizu, Isabel Gaudí y Antonio Vico.
- En 2019, una versión actualizada e interpretada por Josema Yuste[1] y Teté Delgado.